# Шабердин, Филипп Павлович
Фили́пп Па́влович Шабе́рдин (14 ноября 1914, Большая Мушка, Уржумский уезд, Вятская губерния, Российская империя — 20 ноября 1979, Йошкар-Ола, Марийская АССР, РСФСР, СССР) — марийский советский скульптор, мастер декоративно-прикладного искусства, член Союза художников СССР. Бутафор, заведующий бутафорским цехом Марийского театра драмы имени М. Шкетана (1945—1959). Заслуженный деятель искусств Марийской АССР (1952). Участник Великой Отечественной войны. Член ВКП(б) с 1939 года.

## Биография
Родился 14 ноября 1914 года в деревне Большая Мушка ныне Сернурского района Марий Эл в крестьянской семье резчика по дереву.
В 1929 году окончил Большекоклалинскую школу крестьянской молодёжи, в 1934 году — заочно 2 курса Сернурского педагогического техникума Марийской автономной области. С 1932 года работал учителем в родном районе.
В 1936—1940 году служил матросом на Тихоокеанском флоте. В 1939 году вступил в  ВКП(б).
После демобилизации работал техническим секретарём Сернурского райкома ВКП(б), председателем Сернурской районной организации Осоавиахима Марийской АССР.
В феврале 1942 года ушёл добровольцем на фронт. Участник Великой Отечественной войны: командир отделения в/ч 22966 на 1-м Балтийском фронте, Старшина второй статьи. Участник обороны Ленинграда. После тяжёлого ранения в июле 1943 года был комиссован.
Вернулся на родину: с 1943 года — военрук в Сернурском педагогическом училище, ответственный редактор Сернурской районной газеты «Коммунар», после окончания партийных курсов в 1944 году — помощник прокурора Сернурского района МАССР.
В 1945—1958 годах — бутафор, заведующий бутафорским цехом Марийского театра драмы имени М. Шкетана, с 1958 года — главный художник Республиканского театра кукол.
В 1962 года — скульптор Союза художников Марийской АССР, до 1974 года — сотрудник Марийских художественно-производственных мастерских Татарского отделения Художественного фонда РСФСР.
В году ему присвоено почётное звание «Заслуженный работник культуры Марийской АССР». Награждён медалями, Почётными грамотами Президиумов Верховного Совета РСФСР и Марийской АССР (четырежды).
Скончался 20 ноября 1979 года в г. Йошкар-Оле, похоронен на Туруновском кладбище.  

## Художественное творчество
Являлся членом Союза художников СССР.
Известен как мастер лесной скульптуры и создатель бюстов видный деятелей марийской культуры: Ивана Палантая, Якова Майорова-Шкетана, Дим. Орая, Шабдара Осыпа, Сергея Чавайна, Никандра Лекайна, Йывана Кырли, Александра Григорьева.
В золотом фонде марийской скульптуры находятся его работы «Марийская девушка» (1949), «Старый егерь» (1960), «Столетняя», «Пампалче» (1968), «Азырен», «Портрет композитора И. Ключникова-Палантая» (1966), «Грибники» (1971), «Лесная сказка» (1976).
Создатель диорамы «Марийская свадьба» для экспозиции этнографии Марийского научно-краеведческого музея. В 1951 году работы Ф. П. Шабердина «Сереброзубая Пампалче» и «Народные музыканты» пополнили фонды Государственного музея этнографии народов СССР (Ленинград).
Являлся участником художественных выставок в Москве и других городах СССР.
Прославился и как исполнитель марийских народных песен на волынке. Создал музыкальные инструменты для народного ансамбля, получившие высокую оценку на Всероссийском музыкальном фестивале в 1967 году. 

## Звания и награды
- Заслуженный деятель искусств Марийской АССР (1952)[1]
- Медаль «За отвагу» (СССР) (12.06.1968)
- Медаль «За доблестный труд. В ознаменование 100-летия со дня рождения Владимира Ильича Ленина» (1970)[1]
- Почётная грамота Президиума Верховного Совета РСФСР (1960)[1]
- Почётная грамота Президиума Верховного Совета Марийской АССР (1949, 1951, 1954, 1964)[1]

## Память
- С 2004 года его имя носит музей в Коклалинской школе Сернурского района Марий Эл[1].
- В п. Сернур Марий Эл установлены скульптуры, автором которых является Ф .П. Шабердин — памятник марийскому поэту Шабдару Осыпу (около районного Центра досуга и культуры) и памятник Неизвестному солдату (на Юбилейной площади)[3].
- Работы скульптора Ф. П. Шабердина хранятся и выставляются в Национальном музее Республики Марий Эл имени Т. Евсеева[11][12].